# Nonphycita lineata
Nonphycita lineata är en fjärilsart som beskrevs av Boris Ivan Balinsky 1994. Nonphycita lineata ingår i släktet Nonphycita och familjen mott. Inga underarter finns listade i Catalogue of Life.